# Boris Stein
Boris Stein (19 de octubre de 1984) es un deportista alemán que compitió en triatlón. Ganó tres medallas en el Campeonato Europeo de Ironman 70.3 entre los años 2012 y 2016.

## Palmarés internacional
| Campeonato Europeo | Campeonato Europeo   | Campeonato Europeo | Campeonato Europeo |
| Año                | Lugar                | Medalla            | Prueba             |
| ------------------ | -------------------- | ------------------ | ------------------ |
| 2012               | Wiesbaden (Alemania) | Medalla de bronce  | Individual         |
| 2015               | Wiesbaden (Alemania) | Medalla de oro     | Individual         |
| 2016               | Wiesbaden (Alemania) | Medalla de bronce  | Individual         |